# Yizhuang
Yizhuang (chinesisch 亦莊鎮 / 亦庄镇, Pinyin Yìzhuāng Zhèn) ist eine Großgemeinde im Nordosten des Stadtbezirks Daxing der chinesischen Hauptstadt Peking. Sie wird durch die 5. Ringstraße erschlossen. Als parallele Verwaltungsebene existiert dort auch das Gebietsbüro Yizhuang (亦庄地区办事处). Das Gebietsbüro ist für die urbane, die Gemeinderegierung für die agrarische Bevölkerung zuständig.

## Geschichte
Yizhuang war ursprünglich ländlich geprägt. Am 15. August 1991 beschloss die Stadtregierung von Peking, in der damaligen Gemeinde Yizhuang ein Industriegebiet einzurichten.
Nach dem Beginn der Erschließungsarbeiten im April 1992 genehmigte der Staatsrat der Volksrepublik China im August 1994 die Hochstufung des Industriegebiets zur Nationalen Wirtschaftsentwicklungszone Peking (北京经济技术开发区), wegen der englischen Bezeichnung Beijing Economic-Technological Development Area meist unter dem Akronym „BDA“ bekannt.
Um die Ansiedlung von Firmen aus dem In- und Ausland voranzutreiben, gründete die Stadtregierung im Februar 2009 die Beijing E-Town International Investment & Development Co., Ltd. (北京亦庄国际投资发展有限公司).
Heute wird „Beijing E-Town“ – das englische „E“ wird wie Chinesisch „Yi“ von „Yizhuang“ bzw. „Dorf Yi“ ausgesprochen – oft als Alternativbezeichnung für die Wirtschaftsentwicklungszone verwendet.
Anders als beim ursprünglichen Konzept von 1991 vorgesehen, ist in Yizhuang keine Schwerindustrie erwünscht. Die angesiedelten Firmen kommen alle aus Industriezweigen mit geringer Umweltbelastung:
- IT der neuen Generation
- Erneuerbare Energien und selbstfahrende Kraftfahrzeuge
- Biotechnologie und pharmazeutische Industrie
- Robotik und intelligente Fertigung.

Das Bruttoinlandsprodukt (BIP) der BDA-Region betrug im Jahr 2019 27 Milliarden Dollar, das ist eine Steigerung um fast neun Prozent gegenüber dem Vorjahr.
| Jahre     | Gebiet, Zugehörigkeit                                                         |
| --------- | ----------------------------------------------------------------------------- |
| 1913–1953 | Kreis Daxing, Provinz Zhili, ab 1928 Provinz Hebei                            |
| 1953–1958 | Gemeinde Lujuan                                                               |
| 1958–1963 | Staatliches Landgut Nanjiao                                                   |
| 1963–1983 | Produktionsbrigade Yizhuang der Volkskommune Roter Stern                      |
| 1984–2000 | Gemeinde Yizhuang                                                             |
| 2000      | Gemeinde Yizhuang mit Gemeinde Lujuan zu Großgemeinde Yizhuang zusammengelegt |
| 2001      | Kreis Daxing in Stadtbezirk umgewandelt                                       |
| 2005      | Gebietsbüro Yizhuang als parallele Verwaltungsebene gegründet                 |

Die Erweiterung des Stadtgebietes im 21. Jahrhundert erfolgte auf bisher unbebauten Flächen am südlichen Rand der Hauptstadt Peking und umfasst eine komplett neue Stadt mit Forschungslaboren, aber auch mit Wohnungen und der passenden Infrastruktur. Im Jahr 2019 war die gesamte Anlage fertiggestellt. Die ursprüngliche Fläche der BDA vergrößerte sich von 59,6 km² auf 225 km². Die BDA untergliedert sich in drei große Gewerbegebiete, das sind der Green Technology Industrial Park, der Smart Car Supporting Industrial Park und der Future Industrial Innovation Park. Die Stadtfläche im Verwaltungsbereich des Bezirks Daxing soll sich noch auf etwa 94 km² ausdehnen.

## Ansiedelungen und Einwohner
Mehr als 26.000 Unternehmen aus rund 40 Industrieländern, darunter auch 135 chinesische Firmen, haben hier inzwischen eigene Niederlassungen gegründet. Besonders zu erwähnen sind das Chinesische Forschungsinstitut für Smart Cities und Firmen wie Mercedes-Benz, ABB, Corning, General Electric oder Bayer AG (Stand Oktober 2023). Am 1. November 2020 hatte Yizhuang 108.255 Einwohner.

## Verwaltungsgliederung
Ende 2022 setzte sich Yizhuang aus 21 Einwohnergemeinschaften und fünf Verwaltungsdörfern zusammen.